# Знаменка (Долгоруковский район)
Зна́менка — деревня Войсково-Казинского сельского поселения Долгоруковского района Липецкой области.

## География
Деревня Знаменка находится в северо-западной части Долгоруковского района, в 22 км к северо-западу от села Долгоруково. Располагается на правом берегу реки Олым.

## История
Знаменка основана не позднее 2-й половины XIX века. Впервые упоминается в «Списке населенных мест» Орловской губернии 1866 года как «сельцо владельческое Знаменская, при реке Олыме, 23 двора, 293 жителя».
В переписи населения СССР 1926 года отмечается как деревня, 103 двора, 612 жителей.
С 1928 года в составе вновь образованного Долгоруковского района Елецкого округа Центрально-Чернозёмной области. После разделения ЦЧО в 1934 году Долгоруковский район вошёл в состав Воронежской, в 1935 — Курской, а в 1939 году — Орловской области. С 6 января 1954 года в составе Долгоруковского района Липецкой области.

## Население
| 2010 |
| ---- |
| 115  |

## Транспорт
Знаменка связана асфальтированной дорогой с селом Войсковая Казинка, грунтовыми дорогами с деревнями Лутовка, Русская Казинка и селом Новотроицкое.